# Großsteingrab Westerholte
Das Großsteingrab Westerholte war eine megalithische Grabanlage der jungsteinzeitlichen Trichterbecherkultur bei Westerholte, einem Ortsteil von Ankum im Landkreis Osnabrück, Niedersachsen. Es wurde 1972 zerstört.

## Lage
Das Grab befand sich südlich von Westerholte an der Straße nach Ankum und Ueffeln. In der näheren Umgebung gibt es mehrere noch erhaltene Großsteingräber. In Entfernungen zwischen 650 m und 1,4 km liegen östlich und südöstlich die Gräber Rickelmann 2, Rickelmann 1, Reinecke, Meyer, Grumfeld West und Grumfeld Ost. 3 km südlich liegt das weitgehend zerstörte Großsteingrab im Büdenfeld.

## Forschungsgeschichte
Das Großsteingrab wurde erst in den 1950er Jahren als solches identifiziert. 1972 wurde es durch Rodungsarbeiten zerstört. Eine Nachuntersuchung des Standorts ergab noch Hinweise zum Aufbau der Anlage.

## Beschreibung
Bei der Nachuntersuchung waren noch die Standspuren der Wandsteine und Reste des Kammerpflasters vorhanden. Es handelte sich bei der Anlage vermutlich um ein Ganggrab mit zehn Wandsteinen und fünf Decksteinen. Die Kammer hatte eine Länge von 8,4 m. Der Zugang befand sich wahrscheinlich an der Südseite. Heute ist am Standort des Grabes nur noch ein bewachsener Hügel zu erkennen.
Bei der Nachuntersuchung wurden 40 Keramikscherben der Trichterbecherkultur gefunden.